# La Coupe (course)
Pour les articles homonymes, voir La Coupe.
Groupe III
La Coupe est une course hippique de galop se déroulant annuellement sur l'hippodrome de Longchamp. L'épreuve est ouverte aux chevaux de quatre ans et plus, et se déroule sur la distance de 2000 mètres,,.

## Histoire
La première édition de La coupe a lieu en 1865, et est nommée d'après le trophée qui récompensait alors le cheval victorieux. Ce trophée d'une valeur de 10.000 francs fût une des raisons du prestige de la course, recherchée pour cette récompense. Les deux premiers lauréats de la course furent les grands Fille de l'air (Oaks) et Gladiateur (2000 Guinées, Derby d'Epsom, Grand Prix de Paris). D'abord réservée aux stayers, en se déroulant sur les distances de 3200 puis de 3000 mètres à partir de 1895, la distance de La Coupe est au vingtième siècle raccourcie pour atteindre ses 2000 mètres actuels en 1993.

## Palmarès
| Année | Vainqueur         | Pays        | Père             | Jockey               | Entraîneur           | Propriétaire                      | Temps   |
| ----- | ----------------- | ----------- | ---------------- | -------------------- | -------------------- | --------------------------------- | ------- |
| 2022  | Monty             | France      | Motivator        | Olivier Peslier      | Andreas Schutz       | A.B Racing et l'Écurie Ades Hazan | 2'08"13 |
| 2021  | Irésine           | France      | Manduro          | Marie Vélon          | Jean-Pierre Gauvin   | Bertrand Millière                 | 2:06.25 |
| 2020  | Telecaster        | Royaume-Uni | New Approach     | Christophe Soumillon | Hughie Morrison      | Castle Down Racing                | 2:01.98 |
| 2019  | Danceteria        | Royaume-Uni | Redoute's Choice | Jamie Spencer        | David Menuisier      | Australian / Washbourn            | 2:09.63 |
| 2018  | Dallas Affair     | France      | Soldier Hollow   | Aurélien Lemaitre    | Freddy Head          | George Strawbridge Jr.            | 2:04.91 |
| 2017  | Robin of Navan    | Royaume-Uni | American Post    | Cristian Demuro      | Harry Dunlop         | Cross, Deal, Foden, Sieff         | 1:59.45 |
| 2016  | Air Pilot         | Royaume-Uni | Zamindar         | Christophe Soumillon | Ralph Beckett        | Lady Cobham                       | 2:07.66 |
| 2015  | Bello Matteo      | France      | Montmartre       | Alexis Badel         | Romain Le Gal        | Rocci Stasi                       | 2:04.80 |
| 2014  | Narniyn           | France      | Dubawi           | Christophe Soumillon | Alain de Royer-Dupré | Écurie Aga Khan                   | 2:10.19 |
| 2013  | Slow Pace         | France      | Distorted Humor  | Olivier Peslier      | Freddy Head          | Écurie Wertheimer et Frère        | 2:09.24 |
| 2012  | No Risk at All    | France      | My Risk          | Ioritz Mendizabal    | Jean-Paul Gallorini  | Jean-Paul Gallorini               | 2:08.95 |
| 2011  | Cirrus des Aigles | France      | Even Top         | Franck Blondel       | Corine Barande-Barbe | Jean-Claude Dupouy                | 2:07.66 |
| 2010  | Stacelita         | France      | Monsun           | Christophe Soumillon | Jean-Claude Rouget   | Martin Schwartz                   | 2:08.90 |
| 2009  | Stotsfold         | Royaume-Uni | Barathea         | Adam Kirby           | Walter Swinburn      | Peter Harris                      | 2:05.10 |
| 2008  | Crossharbour      | France      | Zamindar         | Johan Victoire       | André Fabre          | Écurie Khalid Abdullah            | 2:02.00 |
| 2007  | Stage Gift        | Royaume-Uni | Cadeaux généreux | Kerrin McEvoy        | Saeed bin Suroor     | Écurie Godolphin                  | 2:06.60 |
| 2006  | Blue Monday       | Royaume-Uni | Darshaan         | Steve Drowne         | Roger Charlton       | Mountgrange Stud                  | 2:10.50 |
| 2005  | Artiste Royal     | France      | Danehill         | Stéphane Pasquier    | Élie Lellouche       | Écurie Wildenstein                | 2:07.00 |
| 2004  | Aubonne           | France      | Monsun           | Christophe Soumillon | Eric Libaud          | Ingeborg von Schubert             | 2:05.00 |
| 2003  | Carnival Dancer   | Royaume-Uni | Sadler's Wells   | Olivier Peslier      | Amanda Perrett       | Cheveley Park Stud                | 2:06.60 |
| 2002  | Equerry           | Royaume-Uni | St. Jovite       | Yutaka Take          | Saeed bin Suroor     | Écurie Godolphin                  | 2:07.50 |
| 2001  | Slew the Red      | France      | Red Ransom       | Olivier Peslier      | André Fabre          | Maktoum Al Maktoum                | 2:06.70 |
| 2000  | Slickly           | Royaume-Uni | Linamix          | Sylvain Guillot      | Saeed bin Suroor     | Écurie Godolphin                  | 2:04.70 |
| 1999  | Ultimately Lucky  | France      | Kris             | Alain Junk           | Jean-Paul Gallorini  | Jocelyne Sénéchal                 | 2:05.40 |
| 1998  | Public Purse      | France      | Private Account  | Alain Junk           | André Fabre          | Écurie Khalid Abdullah            | 2:03.50 |
| 1997  | For Valour        | France      | Trempolino       | Thierry Gillet       | André Fabre          | Tony Richards                     | 2:09.30 |
| 1996  | Dance Treat       | France      | Nureyev          | Olivier Doleuze      | Dominique Sépulchre  | Peter Pritchard                   | 2:03.40 |
| 1995  | Marildo           | France      | Romildo          | Guy Guignard         | David Smaga          | David Smaga                       | 2:01.30 |
| 1994  | Flag Down         | France      | Deputy Minister  | Gérald Mossé         | John Hammond         | Cheveley Park Stud                | 2:05.20 |
| 1993  | D'Arros           | France      | Baillamont       | Cash Asmussen        | François Boutin      | Écurie Niarchos                   | 2:07.60 |
| 1992  | Wiorno            | France      | Wassi            | Thierry Jarnet       | André Fabre          | Etti Plesch                       | 2:15.20 |
| 1991  | Art Bleu          | France      | Legend of France | Dominique Bœuf       | Élie Lellouche       | Écurie Wildenstein                | 2:09.30 |
| 1990  | French Glory      | France      | Sadler's Wells   | Cash Asmussen        | André Fabre          | Écurie Khalid Abdullah            | 2:32.50 |
| 1989  | Athyka            | France      | Secretariat      | Guy Guignard         | Criquette Head       | Écurie Wertheimer                 | 2:36.50 |
| 1988  | Lesotho           | France      | Lyphard          | Gary W. Moore        | Criquette Head       | Écurie Khalid Abdullah            | 2:30.00 |
| 1987  | Lesotho           | France      | Lyphard          | Gary W. Moore        | Criquette Head       | Écurie Khalid Abdullah            | 2:34.40 |
| 1986  | Triptych          | France      | Riverman         | Yves Saint-Martin    | Patrick Biancone     | Alan Clore                        | 2:38.40 |
| 1985  | Romildo           | France      | Busted           | Cash Asmussen        | François Boutin      | Gerry Oldham                      | 2:25.10 |
| 1984  | Garde Royale      | France      | Mill Reef        | Gérard Dubroeucq     | André Fabre          | Ella Widener Wetherill            | 2:39.40 |
| 1983  | Zalataia          | France      | Dictus           | Freddy Head          | André Fabre          | Francis Baral                     | 2:24.50 |
| 1982  | Terreno           | France      | Vaguely Noble    | Cash Asmussen        | François Boutin      | Gerry Oldham                      | 2:39.70 |
| 1981  | Perrault          | France      | Djakao           | Yves Saint-Martin    | Pierre Pelat         | Thierry van Zuylen                | 2:49.40 |
| 1980  | Prove It Baby     | France      | Prove out        | Philippe Paquet      | François Boutin      | Walter Haefner                    | 2:31.90 |

## Vainqueurs notables
- Zalataia (1983) :  Lauréate du Grand Prix de Deauville, deux fois du Prix de Pomone, et gagnante de groupe I aux États-Unis.
- Triptych (1986) : Titulaire d'un impressionnant palmarès fort de neuf victoires de groupe I, dont deux Champion Stakes et Coronation Stakes.
- French Glory (1990) : Lauréat du Prix Maurice de Nieuil avant de remporter un groupe I au Canada, et devenir étalon.
- Marildo (1995) : Lauréat du Prix Ganay.
- Stacelita (2010) : Lauréate de six groupes I, dont le Prix de Diane, et le Prix Vermeille.
- Cirrus des Aigles (2011) : Sept fois lauréat de groupe I, titulaire d'un triplé inédit dans le Prix Ganay.
- No Risk at All (2011) : Étalon d'obstacles, père des chevaux de groupe I tels qu'Épatante ou Allaho.
- Telecaster (2020) : Lauréat des Dante Stakes à trois ans et du Grand Prix de Deauville à quatre ans.